# Armida (Dvořák)

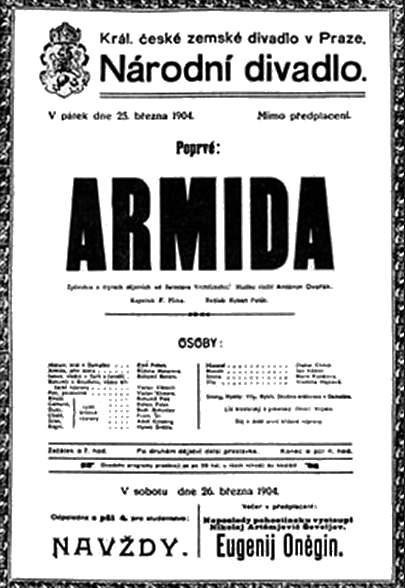
Affisch till premiären 1904.

Armida är en tjeckisk opera i fyra akter med musik av Antonín Dvořák och libretto av Jaroslav Vrchlický efter Torquato Tassos episka drama Det befriade Jerusalem (1581). Operan hade premiär den 25 mars 1904 på Nationalteatern i Prag.

## Historia
Efter succén med Rusalka blev Dvořáks sista opera Armida ett fiasko. Dvořák hade funnit sitt rätta element när han använde sig av sina tjeckiska rötter; återgivningen av folkliga scener, folkdans och folkmusik. Med Armida hade han fjärmat sig från denna värld och i stället blickat tillbaka till sin tidiga och stelare period. 

## Personer
- Kung Hydraot av Damaskus (bas)
- Armida, hans dotter (sopran)
- Ismen, en prins och magiker (baryton)
- Petr, en eremit (bas)
- Bohumir, ledare för Första korståget (baryton)
- Rinald, en korsfarare (tenor
- Dudo (tenor)
- Sven (tenor)
- Roger (tenor)
- Gernand (bas)
- Ubald (bas)
- En härold (bas)
- Muezin (baryton)
- En siren (sopran)
- En nymf (sopran)
- Demoner, nymfer, sirener, andar, riddare (kör)

## Handling
Trollkvinnan Armida förälskar sig i den man hon en gång kastade en förbannelse över.